# Burg Friedeburg (Ostfriesland)
Die Friedeburg, auch Fredeburg oder Fredoburg genannt, ist eine spätmittelalterliche Festungsanlage, deren Burgstall südöstlich bei Friedeburg im Landkreis Wittmund in Niedersachsen, Deutschland liegt.

## Geschichte

### Anfänge
Der Bau der Friedeburg soll nach den meisten Darstellungen zur Geschichte Ostfrieslands (um) 1359 durch Edo Wiemken den Älteren erfolgt sein. „Eodem anno extruxit Edo Wiemken una cum Harlingen castrum de Fredeburch contra raptores“ (In demselben Jahr erbaute Edo Wiemken zusammen mit Harlingen die Burg Friedeburg gegen die Räuber) heißt es in einer entsprechenden Urkunde der Östringer und Rüstringer Friesen, in der auf eine Textstelle Bezug genommen wird, die das Datum 1359 beinhaltet. Forschungen der 1960er- und 1970er-Jahre allerdings stellen dies in Zweifel, da Edo Wiemken im Mai 1414 verbürgt an einem Kampf im Stadland teilnahm. Daher müsste er entweder an der Kampfhandlung als zirka 80-Jähriger teilgenommen haben oder aber im Jugendalter bereits Häuptling seines Gaus und Erbauer der Burg gewesen sein. Als Erbauer gilt daher wahrscheinlich Fredo von Wangern. Edo Wiemken d. Ä. trat ab etwa 1380 in Erscheinung und war wohl der Nachfolger als Burgherr.
Die erste Burg hatte die Form eines Steinhauses, wie es heute noch recht gut erhalten in Bunderhee zu finden ist. Erbaut wurde es zur Abwehr der raptores, womit im vorliegenden Fall die Grafen von Oldenburg gemeint waren, mit denen die friesischen Gaue Rüstringen und Östringen in jener Zeit in Auseinandersetzungen lagen. Die Häuptlinge des Harlingerlandes, wie die Rüstringer und Östringer gleichermaßen von Oldenburg bedrängt, sahen sich zudem aus dem Westen der ostfriesischen Halbinsel dem zunehmenden Expansionsbestreben der Häuptlingsfamilie tom Brok ausgesetzt. Zur Sicherung der Landesgrenze gegen die Oldenburger bauten die genannten friesischen Gaue daher die Friedeburg.
Sie lag am alten Friesischen Heerweg von Oldenburg nach Jever, Wittmund und Esens. Errichtet wurde die Burg auf einem Gelände, auf das die Häuptlingsfamilie Kankena aus dem Harlingerland Anspruch erhob. Die Kankenas hatten Fredo von Wangern das Gelände anscheinend in einer Art Erbpacht überlassen, weswegen sie 1434 auf die Burg Anspruch erheben und diesen durchsetzen konnten. Die Anlage stand südlich des Dorfes Endel, das heute nach der Friedeburg benannt ist. Die Lage war strategisch günstig: Die Burg stand auf einem schmalen Ausläufer des von Südost nach Nordwest verlaufenden Oldenburgisch-Ostfriesischen Geestrückens. Nach Osten wie Westen war die Stelle von ausgedehnten Morästen umgeben, die eine seitliche Umgehung der Burg sehr schwierig machten. Als Größenordnung wird ein Bau von etwa elf mal acht Metern Grundfläche angegeben; vermutlich war es von einem Graben umgeben.

### Die Friedeburg in den ostfriesischen Häuptlingskämpfen
Bis etwa 1400 setzten die tom Broks, hier namentlich Widzeld tom Brok und später sein Halbbruder Keno II. tom Brok, die Expansion ihres Hauses in Richtung östliches Ostfriesland fort. Sie errangen dabei die Vorherrschaft auch in Östringen. Die Burg Friedeburg spielte dabei jedoch keine Rolle, da sie die Grenze nach Oldenburg sichern sollte, die tom Broks aber mit den Oldenburgern verbündet waren. Edo Wiemken d. Ä. starb zwischen 1414 und 1416. Sein Nachfolger Sibet von Rüstringen nahm daraufhin den Kampf gegen die tom Broks wieder auf, unterlag diesen jedoch und musste sich zunächst zu einem Bündnis verpflichten. Als Ocko II. tom Brok, Sohn von Keno II., sich zunehmendem Druck von seinem früheren Verbündeten Focko Ukena ausgesetzt sah und dies in einen offenen Konflikt mündete, verbündete sich Sibet von Rüstringen mit Ukena. In der Schlacht von Detern am 27. September 1426 stand er im Aufgebot des Ukena. Nach der endgültigen Niederlage der tom Brok'schen Partei in der Schlacht auf den Wilden Äckern (28. Oktober 1427) kam Sibet wieder in den Besitz Östringens. Er überließ die Friedeburg seinen Verbündeten, den Kankenas aus dem Raum Wittmund/Reepsholt. Der künftige Verwahrer der Burg aus dem Haus Kankena war Cirk von Friedeburg, der ebenfalls in beiden Schlachten auf der Seite Ukenas gestanden hatte.
Focko Ukena blieb jedoch nur wenige Jahre der führende Häuptling Ostfrieslands. Er geriet durch seine Machtansprüche zunehmend in Opposition zu den friesischen Landesgemeinden und deren bäuerlichen Vertretern. Zu deren Fürsprecher machte sich das Geschlecht der Cirksena. Während die Häuptlinge des Harlingerlands auf die Seite der Cirksenas wechselten, blieben die Östringer Ukena verbunden. In dieser Zeit ließ Sibet die Friedeburg deutlich verstärken. Nach militärischen Niederlagen kam Ukena 1431 geschlagen auf die Friedeburg, die ihm sein Verbündeter Sibet als Zuflucht zugewiesen hatte. Die Cirksenas und die mit ihnen verbündeten Oldenburger bauten 1432 in einiger Entfernung von der Burg einen Weg durch die Moräste. 1434 erschien Graf Dietrich von Oldenburg mit einem größeren Aufgebot vor den Toren der Burg und zwang Ukena, ihm diese zu übergeben. Focko Ukena floh daraufhin ins Groningische. Graf Dietrich unterwarf in den folgenden zwei Jahren die Umgebung der Burg, ihm huldigten unter anderem die Dörfer Marx, Horsten, Wiesede und Etzel. An oldenburgische Herrschaft nicht gewöhnt, kauften die Friesen dem Grafen die Burg jedoch wieder ab, was sie 4000 Gulden kostete. Die erst wenige Jahre zuvor erfolgten Verstärkungen rissen die Einwohner der Umgebung nieder und ließen allein das Steinhaus stehen. Nach der Niederlage Ukenas blieb Cirk von Friedeburg der Verwahrer der Burg, musste sich aber gegenüber den Cirksena verpflichten, ihnen slot unde vestinge offen zu halten.
Unter Cirk von Friedeburg wurde die soeben bis auf das Steinhaus entfestigte Burg erneut verstärkt. Er ließ ab etwa 1440 eine viereckige bewehrte Anlage mit einem Wassergraben ringsum anlegen. Politisch war Cirk darauf bedacht, sein kleines Machtgebiet zwischen den ostfriesischen Cirksena-Häuptlingen und den oldenburgischen Grafen zu behaupten. Im Jahre 1451 gelang ihm dies auch gegenüber dem Oldenburger Grafen Gerd. Dieser war mit einer Anzahl Bewaffneter vor der Friedeburg erschienen. Cirk, der bereits argwöhnisch Vorbereitungen getroffen hatte, ließ auf der Burg nur wenige Gewappnete patrouillieren, jedoch mehrere Dutzend Männer im Dachboden Unterschlupf suchen. Nach einem Gespräch, in dem der Oldenburger Graf den Burgherrn gewarnt hatte, „auf sein Haus zu achten“, ließ Cirk seine Bewaffneten den Hauptraum der Burg erstürmen, was auf den Grafen Gerd offenbar so viel Eindruck machte, dass er unverrichteter Dinge wieder abzog und seine Pläne, die Friedeburg zu erobern, fallen ließ.

### Erster Ausbau unter den Cirksenas
Nachdem Ulrich Cirksena am 23. Dezember 1464 von Kaiser Friedrich III in den erblichen Reichsgrafenstand erhoben wurde, setzte das nunmehrige Herrscherhaus Ostfrieslands seine Politik der Arrondierung der gewonnenen Macht fort. Gräfin Theda, die 1466 für ihren verstorbenen Mann Ulrich an die Macht kam, gewann die Friedeburg gegen die Interessen des Grafen Gerhard VI. von Oldenburg. Unterstützt von Edo Wiemken dem Jüngeren von Jever (der auf die Friedeburg Ansprüche erhob) und Hero Omken dem Älteren von Esens, belagerten gräfliche Truppen die Umgebung der Burg, wobei der Turm der Kirche in Reepsholt zum Einsturz gebracht wurde. Cirk von Friedeburg lag in jenem Jahr im Sterben, hatte sich in seinen letzten Lebensjahren aber wieder mehr dem Haus Oldenburg zugewandt. Cirks Ruf um oldenburgische Hilfe kam jedoch zu spät, seine Erben hatten sich mit Gräfin Theda bereits auf die Übergabe der Friedeburg verständigt. Gräfin Theda und Hero Omken übernahmen die Burg und booteten dabei ihren Verbündeten Edo Wiemken den Jüngeren aus, was diesen später in erbitterte Feindschaft zum Haus Cirksena brachte. Theda setzte Hero Mauritz Kankena von Dornum als Burghauptmann ein. Hero Kankena jedoch, der ebenfalls Ansprüche auf die Burg geltend machte, suchte politische Bewegungsfreiheit zu erhalten und nannte sich fortan „Häuptling zu Dornum und zu Friedeburg“. Allerdings geriet er während Grenzstreitigkeiten mit oldenburgischen Truppen in deren Gefangenschaft. Gräfin Theda löste ihn daher durch Zahlung von 5000 Gulden aus, ließ sich aber im Gegenzug von Hero Kankena die alleinige Verfügungsgewalt über die Burg zusichern. Kankena begnügte sich daher fortan mit seiner Burg in Dornum und zog dorthin 1481 zurück. Gräfin Theda ließ sich daraufhin von den Kirchspielen in der Umgebung der Burg huldigen.
Gräfin Theda bestellte 1486 als künftigen Drosten der Burg Engelmann von Horsten. Als Amtmann kam ein Geistlicher hinzu, der Mönch Egge aus dem Kloster Thedinga. Die Burg wurde fortan Zollstätte gegenüber dem Oldenburgischen, Gefängnis, Gerichtsort und Hinrichtungsstätte. Mehrere Anbauten scheinen in dieser Zeit vorgenommen worden zu sein, als gesichert gilt jedenfalls die Errichtung eines Achteckturms an der Ostecke der Hauptburg. Verbreitert wurde zudem das nahe der Burg fließende Mühlentief. Dazu mussten die Einwohner der Umgebung Hand- und Spanndienste leisten. Durch die Verbreiterung des Tiefs konnten kleinere Schiffe, vom (damals noch deutlich weitläufigeren) Jadebusen bis zur Friedeburg gelangen.
Im Jahre 1491 kam es auf der Friedeburg zu einer Liebesaffäre mit weitreichenden personellen Konsequenzen für das ostfriesische Herrscherhaus und damit auch für die Geschichte der Region in den folgenden Jahrzehnten. Der Drost auf der Friedeburg, Engelmann von Horsten, war ein Liebesverhältnis mit der Grafentochter Almuth eingegangen und hatte diese von Aurich aus auf die Burg entführt; der Historiografie zufolge hatte es sich um eine durchaus einvernehmliche Entführung gehandelt. Engelmann und Almuth verschanzten sich in der Friedeburg. Enno, ältester der drei Söhne des Grafen Ulrich und der Gräfin Theda (Enno, Edzard, Uko), der soeben von einer Wallfahrt nach Jerusalem zurückgekehrt war, belagerte daraufhin die Burg. Nach einem erregten Streitgespräch mit Engelmann folgte Enno dem Drosten in voller Rüstung über den vereisten Burggraben, brach durch die Eisdecke und ertrank. Durch diesen Unglücksfall folgte der nächstältere Sohn Edzard seinem Bruder in der Herrschaftsfolge nach. Er übernahm nach dem Tod seiner Mutter 1494 die Herrschaft über Ostfriesland und ging später als Edzard der Große in die ostfriesische Geschichte ein.
Während der Sächsischen Fehde wurde die Friedeburg durch braunschweigische und sächsische Truppen belagert, ohne zunächst eingenommen werden zu können. Der Burgkommandant Rippersbusch übergab sie jedoch den Belagerern im Gegenzug für die Zusicherung freien Geleits. Graf Edzard der Große eroberte die Burg am 27. September 1517 jedoch für Ostfriesland zurück.

### Die Friedeburg als Landesfestung
In der Regierungszeit der Gräfin Anna (1540–1561) wurde die Friedeburg deutlich ausgebaut und zur Landesfestung erhoben. Allerdings sollte die abschreckende Wirkung der Burg in diesem Fall nicht gen Süden, also gegen Oldenburg, gerichtet sein: Die Gräfin selbst war eine Tochter des Oldenburgischen Grafen Johann V. Das ostfriesische und das oldenburgische Grafenhaus hatten durch diese Heiratspolitik ihre lange andauernden Fehden begraben. Zugleich hatte man sich auf eine Festsetzung der Interessensphären geeinigt. Das seinerzeit noch nicht zu Ostfriesland gehörende Harlingerland hingegen hatte sich unter Balthasar von Esens als ständiger Unruheherd erwiesen. Er hatte es dem Herzogtum Geldern als Lehen angeboten, dieses wiederum gab es an das Haus Rietberg weiter. 

### Preußen
1744 kam Ostfriesland durch eine bereits seit Ende des 17. Jahrhunderts bestehende Exspektanz an Preußen. Während des Siebenjährigen Krieges nutzten fremde Besatzungstruppen die Burgen der Region, woraufhin sich Friedrich der Große entschloss, die verbliebenen Burgen Ostfrieslands schleifen zu lassen. Bereits im Januar 1763 wurde das Haus des Burggrafen zur Versteigerung angeboten, zwei Monate später folgten die Drosten-Wohnung und der nebenstehende Turm. Nur wenige Häuser blieben in der Folge noch stehen, darunter das Amtmannshaus und das Gefängnis. Die Steine wurden für den Hausbau in der Umgebung eingesetzt. 1776 erhielt der Müller Ibe Gerdes von der Kriegs- und Domänenkammer in Aurich ein Grundstück in Erbpacht, auf dem dieser eine Windmühle errichtete. Die Mühle entstand auf dem Gelände der früheren Südbastion und wurde 1981 nach Stilllegung abgebrochen.

### Heutiger Zustand

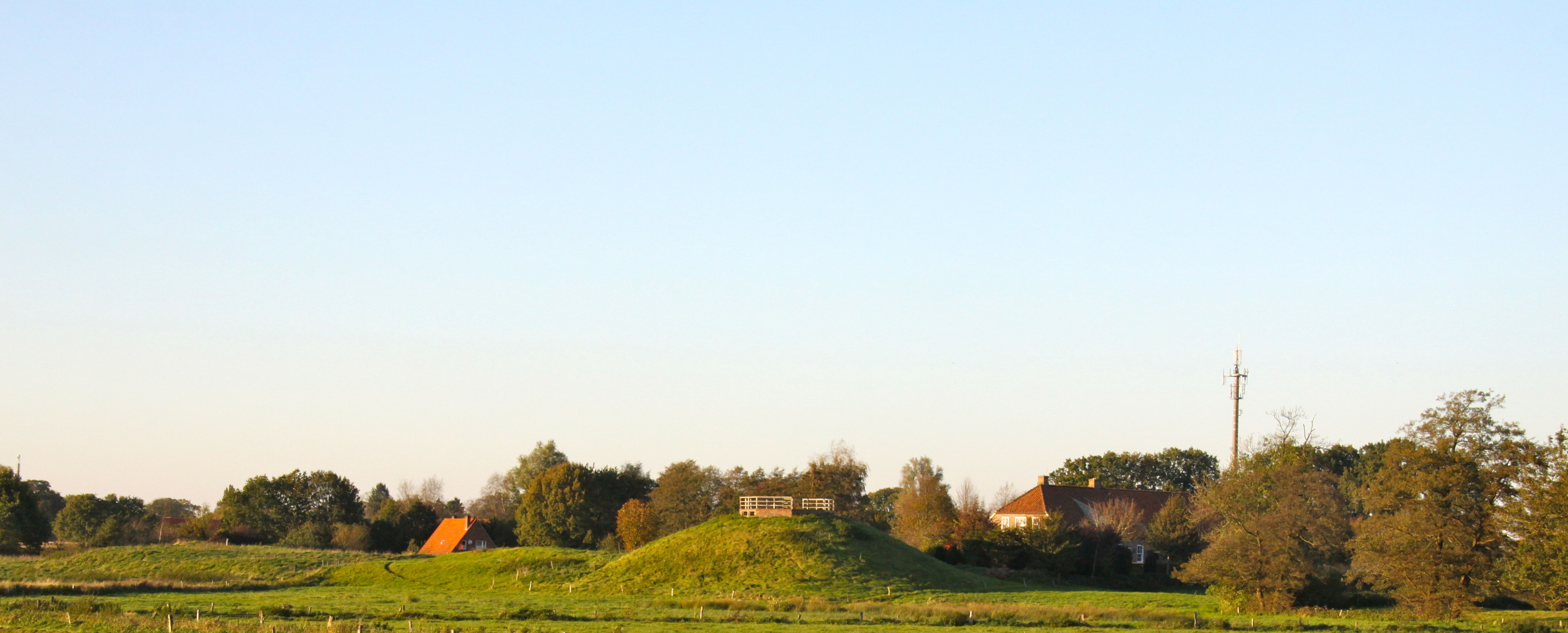
Wallreste der Friedeburg

Die Gemeinde Friedeburg errichtete auf dem Rest des ehemaligen Wehrturmes, respektive Mühlenstumpfs, ein Aussichtsplateau, von dem das Burggelände betrachtet werden kann. Seit 2002 existiert im Ortszentrum ein Modell der Anlage, deren Reste noch erhalten sind. Teile der Anlage sind als Baudenkmal ausgewiesen.